# Otto Rintelen
Otto Rintelen (* 25. Oktober 1836 in Arnsberg; † 14. März 1868 in Bergheim) war ein preußischer Verwaltungsbeamter und Landrat des Kreises Bergheim (Erft).

## Leben
Der katholische Otto Rintelen war ein Sohn des Geheimen Justizrats Georg Rinteln zu Arnsberg und dessen Ehefrau Louise, geborene Wünnenberg. Nach dem Besuch eines Gymnasiums in Arnsberg absolvierte er in Berlin, München und Bonn ein Studium der Rechts- und Kameralwissenschaften. Am 11. August 1858 wurde er beim Kreisgericht Arnsberg Auskultator und am 3. März 1860 Regierungsreferendar. Nach seiner Beförderung zum Regierungsassessor im Oktober 1863 wurde er bei der Regierung Köln beschäftigt. Am 1. Januar 1865 wurde er erst zum kommissarischen und am 23. September 1865, mit Allerhöchster Kabinettsorder (AKO), zum definitiven Landrat des Kreises Bergheim ernannt. Rintelen, der unverheiratet blieb, starb 31-jährig im Jahr 1868 während des Dienstes.